# 蒙特费拉的玛丽亚
蒙特费拉的玛丽亚（法語：Marie de Montferrat，1192年—1212年）耶路撒冷王国女王，伊莎贝拉一世与蒙費拉托的科拉多的女儿，1205年登基為耶路撒冷女王，至1212年去世。